# Maksym Kalynyčenko
Maksym Serhijovyč Kalynyčenko (in ucraino Максим Сергійович Калиниченко?; Charkiv, 26 gennaio 1979) è un ex calciatore ucraino, centrocampista.

## Caratteristiche tecniche
Gli osservatori lo hanno notato per l'andatura, la tecnica, la creatività e la precisione nel calciare i rigori e le punizioni.

## Carriera

### Club
Dopo aver attirato l'attenzione su di sé grazie all'ottima prestazione offerta ai Mondiali 2006, il cartellino di Kalynyčenko è stato collegato a squadre come il Manchester Utd, il Valencia, il Borussia Dortmund e il Wigan. Da allora lui e la dirigenza dello Spartak hanno smentito più volte l'esistenza di un contratto che lo voleva comprato da un grande club. Nella sessione di calciomercato dell'inverno 2006, dopo che Kalynyčenko aveva espresso il fastidio di essere lasciato spesso in panchina, sono arrivate offerte concrete dalla Dinamo Kiev e dalla sua ex squadra, il Dnipro Dnipropetrovs'k: 7 milioni di euro la cifra menzionata. La trattativa si conclude rapidamente e Kalynyčenko torna al Dnipro.

### Nazionale
Con la maglia della nazionale ucraina conta 47 presenze e 7 gol.

## Palmarès
- Campionato russo: 2

2000, 2001
- Coppa di Russia: 1

2002-2003, 2007-2008
- Coppa dei Campioni della CSI: 2

2000, 2001